# Слор, Киан
Киан Слор (нидерл. Kian Slor; род. 23 марта 2002, Саппемер, Гронинген) — нидерландский футболист, нападающий клуба АСВ.

## Клубная карьера
Слор — воспитанник клуба «Гронинген». 1 февраля 2020 года в матче против «Зволле» он дебютировал в Эредивизи.
31 августа 2021 года перешёл на правах аренды в «Эммен».
16 декабря 2024 года «Гронинген» объявил о расторжении контракта с нападающим.
5 февраля 2025 года перешёл в клуб АСВ из Ассена, подписав контракт до конца сезона. 8 февраля дебютировал во втором дивизионе в матче с «Йонг Спарта», выйдя на замену на 72-й минуте.

## Достижения
«Эммен»
- Победитель Первого дивизиона Нидерландов: 2021/22